# HD 76653
HD 76653，又名CP-54 1925，SAO 236405、HR 3570，是一颗恒星，视星等为5.71，位于銀經273.23，銀緯-6.35，其B1900.0坐标为赤經8h 52m 21.5s，赤緯-54° -6.35′ 49″。